# Sparappelboorder
De sparappelboorder (Dioryctria abietella) is een nachtvlinder uit de familie Pyralidae, de snuitmotten. De spanwijdte bedraagt tussen de 27 en 33 millimeter. De soort overwintert als rups.

## Waardplanten
De sparappelboorder heeft als waardplanten den, maar ook nobilisspar, douglasspar en andere naaldbomen.

## Voorkomen in Nederland en België
De sparappelboorder is in Nederland en België een vrij algemene soort, die verspreid over het hele gebied kan worden gezien. De vlinder kent één generatie die vliegt van eind mei tot in september.